# Melanie Shatner
Melanie Ann Shatner (* 1. August 1964 in Los Angeles County, Kalifornien) ist eine US-amerikanische Schauspielerin.

## Leben
Shatner ist die jüngste Tochter von William Shatner und Gloria Rand. Bekannt ist sie für ihre Rolle Rebecca Morgan, die Schwester der Michelle Morgan, in der Subspecies-Filmreihe (im Deutschen die Teile Helldance von 1993 und Subspecies III – Bloodlust von 1994). Sie hatte 1989 eine kleine Rolle in Star Trek V: Am Rande des Universums. Weitere Filme, in denen sie mitspielte, sind unter anderem Syngenor – Das synthetische Genexperiment (1990), La mansión de los Cthulhu (1992) und Desert War – Hinter feindlichen Linien (1998). Zuletzt trat sie 1998 als Schauspielerin in Erscheinung.
Sie ist mit dem Schauspieler Joel Gretsch verheiratet, mit dem sie zwei Kinder hat.

## Filmografie
- 1966: Raumschiff-Enterprise (Star Trek, Fernsehserie, Folge Miri, ein Kleinling)
- 1989: Unter der Sonne Kaliforniens (Knots Landing, Fernsehserie, eine Folge)
- 1989: Star Trek V: Am Rande des Universums (Star Trek V: The Final Frontier)
- 1990: Pentagramm – Die Macht des Bösen (The First Power)
- 1990: Chaos in Camp Cucamonga (Camp Cucamonga, Fernsehfilm)
- 1990: Syngenor – Das synthetische Genexperiment (Syngenor)
- 1992: La mansión de los Cthulhu
- 1993: Helldance (Bloodstone: Subspecies II)
- 1994: Subspecies III – Bloodlust (Bloodlust: Subspecies III)
- 1995: Das Alien in Dir (The Alien Within, Fernsehfilm)
- 1995: Ein Strauß Töchter (Sisters, Fernsehserie, eine Folge)
- 1995: Kung Fu – Im Zeichen des Drachen (Kung Fu: The Legend Continues, Fernsehserie, eine Folge)
- 1996: Madison (Fernsehserie, zwei Folgen)
- 1996: Tek War – Krieger der Zukunft (TekWar, Fernsehserie, eine Folge)
- 1997: Ihre zweite Chance (Their Second Chance, Fernsehfilm)
- 1997: Perversions of Science (Fernsehserie, eine Folge)
- 1998: Desert War – Hinter feindlichen Linien (Surface to Air)
- 1998: Sein Bodyguard (His Bodyguard, Fernsehfilm)
- 1998: Mercy Point (Fernsehserie, eine Folge)